# Magnesiumhydroxid
Magnesiumhydroxid er en uorganisk forbindelse med den kemiske formel Mg(OH)2. Det findes i naturen som mineralet brucit. Det er et fast hvidt stof med lav opløselighed i vand(Ksp = 5.61×10−12). Magnesiumhydroxid er en almindelig bestanddel i antacider og afføringsmiddel

## Fremstilling
Ved at blande en opløsning af mange magnesiumsalte med alkalisk vand udfældes fast Mg(OH)2:
Mg2+  + 2 OH−  → Mg(OH)2
På kommerciel skala produceres Mg(OH)2 ved at behandle havvand med calciumhydroxid (Ca(OH)2). 600 m3 havvand giver omkring 1 ton Mg(OH)2. Ca(OH)2 er langt mere opløselig end Mg(OH)2, så sidstnævnte vil udfældes som fast stof:
{\displaystyle {\ce {MgO + H2O -> Mg(OH)2}}}